# Daewoo K1
Der Daewoo K1/K1A-Karabiner ist das erste moderne Gewehr, das in Südkorea entwickelt wurde. Es wurde 1977 bis 1980 entwickelt.

## Technik
Die Waffe verwendet die 5,56×45-mm-NATO-Munition. Kolben, Griffstück und weitere, weniger stark belastete Teile sind aus Polymeren gefertigt.
Alle vorhandenen südkoreanischen K1-Versionen wurden auf die Version K1A modifiziert, welche einen längeren Lauf und Mündungsfeuerdämpfer besitzt.
Das Gewehr verwendet im Gegensatz zum Daewoo K2 ein direktes Gassystem wie das M16, welches leichter aber unzuverlässiger ist (siehe dazu: Zuverlässigkeit des M16).